# Rue Neuve-Notre-Dame
La rue Neuve-Notre-Dame est une ancienne voie de Paris située sur l’île de la Cité, quartier de la Cité. Elle disparaît durant les travaux de transformation de Paris menés par le baron Haussmann dans les années 1860. Elle est désormais englobée dans le parvis de la cathédrale Notre-Dame de Paris et son emplacement historique est marqué par de gros pavés de couleur claire.

## Situation et caractéristique
La rue était située dans l'ancien 9e arrondissement, quartier de la Cité.
La rue, toute droite, d'une longueur de 76 mètres et d'une largeur de 6 mètres, commençait place du Parvis et finissait rue du Marché-Palu (rue de la Cité après 1834). Elle était parallèle à l'axe de la Seine et en était séparée par l'ancien Hôtel-Dieu. Elle était prolongée à l'ouest par la rue du Marché-Neuf. Trois petites rues adjacentes joignaient la rue Neuve-Notre-Dame à la rue Saint-Christophe qui lui était parallèle : il s'agissait des rues aux Coulons, de Venise-en-la-Cité et de la Huchette,.
Les numéros de la rue étaient rouges. Le dernier numéro impair était le no 23 et le dernier numéro pair était le no 8.

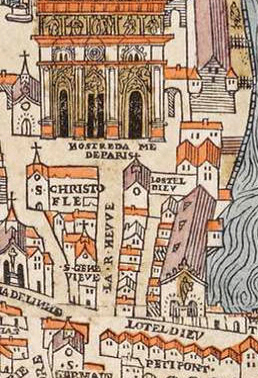
La rue Neuve (« •LA • R • ИEVVE ») sur le plan de Truschet et Hoyau (vers 1550).

## Origine du nom
On lui donna ce nom car elle conduisait directement à la cathédrale Notre-Dame de Paris.

## Historique

### Des origines incertaines
Les origines de la rue sont discutées. Pour beaucoup d'historiens, la rue aurait été tracée dans le cadre des grands travaux bouleversant le groupe épiscopal situé au cœur de la Cité vers 1163.
En 1163, sous le règne de Louis le Jeune (le père et prédécesseur de Philippe-Auguste), Maurice de Sully propose un ambitieux projet de rénovation de la partie la plus peuplée de l'île de la Cité, constituée de ruelles étroites devant la cathédrale Saint-Étienne. Il s'agit de raser l'église Saint-Étienne afin de reconstruire totalement, à une plus vaste échelle, la cathédrale Notre-Dame qui lui est adjacente. Un pâté de maisons existantes est également rasé pour aménager un parvis devant ce nouvel édifice et percer une rue large face au centre de sa façade. Cette rue doit être assez large pour pouvoir apporter les matériaux nécessaires à la construction de la nouvelle cathédrale et ensuite à en faciliter l'accès à une population nombreuse. En effet, sans le percement de la nouvelle rue, l'accès à l'emplacement n'aurait pu se faire que par l'étroite rue du Sablon.
Cependant l'historien Michel Fleury fait remarquer que Grégoire de Tours, décrivant dans son Histoire des Francs (LIB. VI, 32), la sortie du comte Leudaste de la cathédrale en l'an 583, utilise le terme latin platea qui désigne une « grande rue » ou « place ». Cette platea était située devant la basilique mérovingienne Saint-Étienne et débouchait dans la voie unissant le Grand et le Petit Pont. La rue Neuve-Notre-Dame ne serait donc qu'un prolongement de cette voie existante.
Henri Sauval indique que cette rue existe depuis l'origine de Paris et qu'elle s'est initialement appelée « rue Neuve-Sainte-Geneviève » et « rue Sainte-Geneviève » parce qu'elle passait devant l'église Sainte-Geneviève-des-Ardents,.

### DuXIIIesiècleau milieu duXIXesiècle
Cette rue est alors appelée « rue Neuve » et, à la fin du XIIIe siècle, on lui donne le nom de « rue Neuve-Notre-Dame » car elle conduit directement à Notre-Dame de Paris.
Elle est citée dans Le Dit des rues de Paris de Guillot de Paris sous la forme « rue Neuve-Nostre-Dame ».
En 1539 elle est citée dans La Vengeance et destruction de Hierusalem par personnaiges, exécutée par Vaspasien et son filz Titus, contenant en soy plusieurs cronicques et hystoires romaines, tant du régne de Néron empereur que de plusieurs aultres, imprimée derniérement é Paris. On les vend é Paris, en la rue Neufve Nostre Dame, é l'enseigne de l'escu de France, par Alain Lotrian.
Elle est écrite sous le nom de « rue neufve Nostre dame » dans l’adresse de l’imprimeur-libraire Deny Ianot citée dans l'ouvrage de 1540 de Tristan de Lascagne "le Lys très - Chrétien, florissant en la foy Chrétienne", puis « rue Neufve Notre Dame » dans l’adresse de l’imprimeur-libraire Jean Bonfons (mort en 1568, père de Nicolas Bonfons), ainsi que dans un manuscrit de 1636.
En 1702, la rue, qui fait partie du quartier de la Cité, possède 28 maisons et 7 lanternes.
En 1793, sous la Révolution, elle est renommée « rue de la Raison ».

### Depuis la disparition de la rue à la fin duXIXesiècle
Dans le cadre des transformations de Paris sous le Second Empire, l'île de la Cité est entièrement structurée. Le 22 mai 1865, la reconstruction de l'Hôtel-Dieu sur son site actuel est déclarée d'utilité publique. Le baron Haussmann décide également d'agrandir le parvis Notre-Dame. Le bâtiment de l'Assistance publique est démoli en mai 1874,. Les bâtiments de l'Hôtel-Dieu, situés le long de la Seine, sont démolis quant à eux en 1877-1878.
En 1970, on décidera de marquer au sol l'emplacement des anciens bâtiments à l'aide de gros pavés de couleur plus claire que le revêtement du sol du parvis. On peut encore voir des restes des maisons détruites (fondations, puits…) dans la crypte archéologique du parvis Notre-Dame.

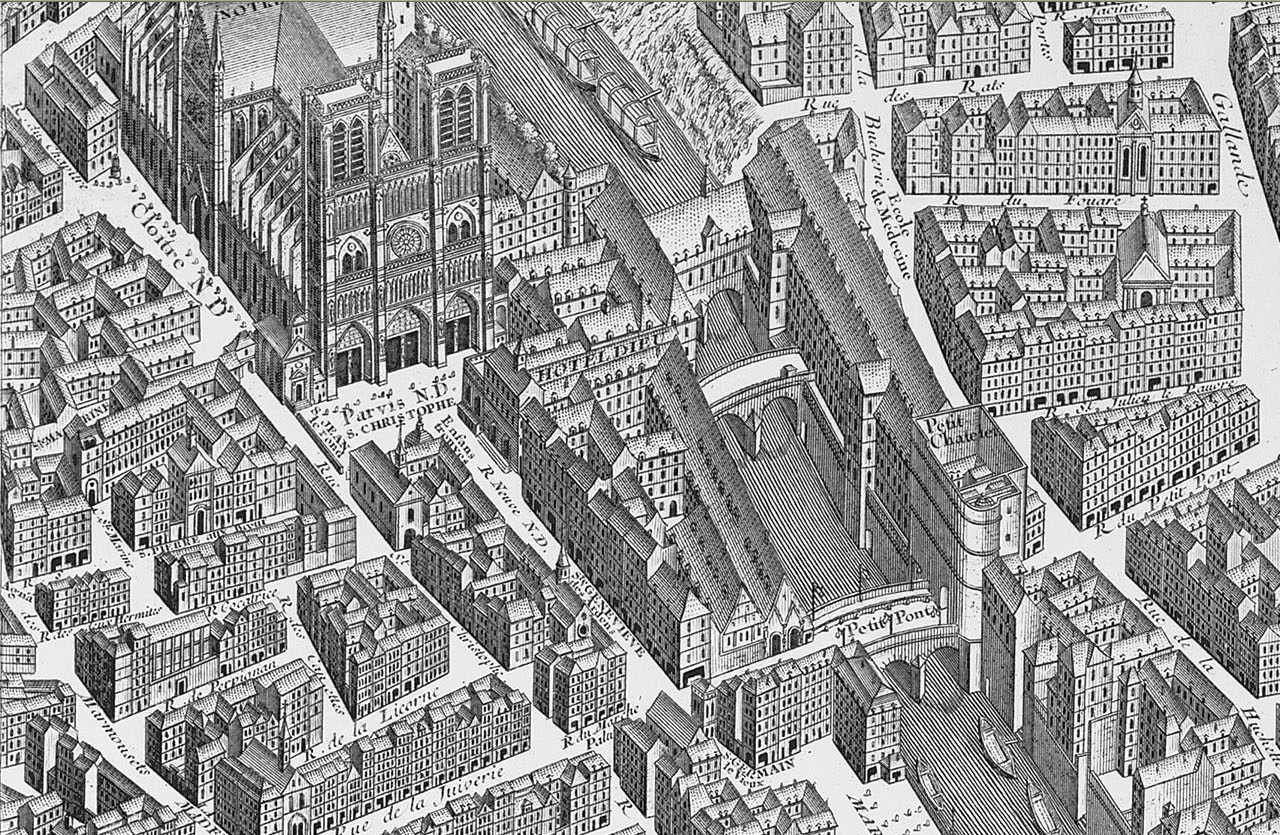
La rue Neuve-Notre-Dame sur le plan de Turgot, réalisé entre 1734 et 1739.

## Bâtiments remarquables et lieux de mémoire

### Bâtiments
- Église Saint-Christophe : elle est située au début de la rue face à la cathédrale. Elle a été érigée à l'emplacement d'une chapelle dépendant d'un monastère dont l’existence est attestée en 690.
- Église Sainte-Geneviève-des-Ardents : la date de construction de l'église n'est pas connue. Elle a été appelée Notre-Dame-la-Petite. Au début du XIIIe siècle on l'appelle Sainte-Geneviève-des-Ardents, à la même époque elle est cédée à l'évêque Odon de Sully. Cette nouvelle dénomination rappelait la guérison des malades sujets à l'ergotisme (qu'on appelait alors « mal des ardents ») au XIIe siècle. Au XVIIIe siècle elle est détruite pour permettre l'agrandissement de l'hôpital des Enfants-Trouvés.
- Hôpital des Enfants-Trouvés : un hôpital est mis en service le 24 février 1672, initialement sous le nom de « Maison de la Couche[15] ». En 1750, l’architecte Germain Boffrand est chargé de construire un nouvel hospice des Enfants-Trouvés, sur le côté nord de la rue. Il agrandit un peu le parvis et fait démolir les églises Sainte-Geneviève des Ardents (en 1745), Saint-Christophe et Saint-Jean-le-Rond, pour pouvoir y construire le nouvel hospice[16] qui sera à son tour détruit en 1877.

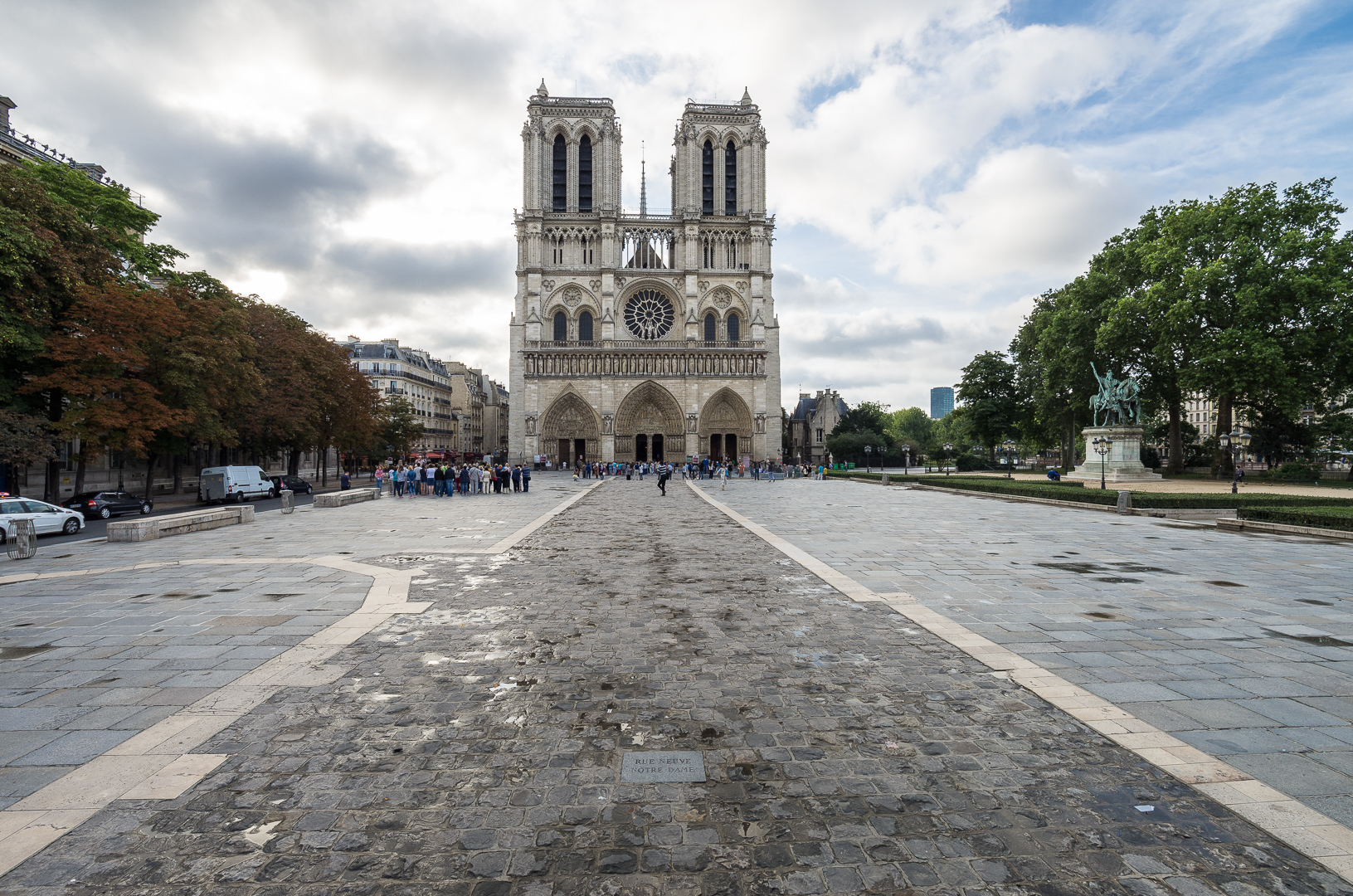
Matérialisation de l'emplacement de la rue Neuve-Notre-Dame sur le sol du parvis.
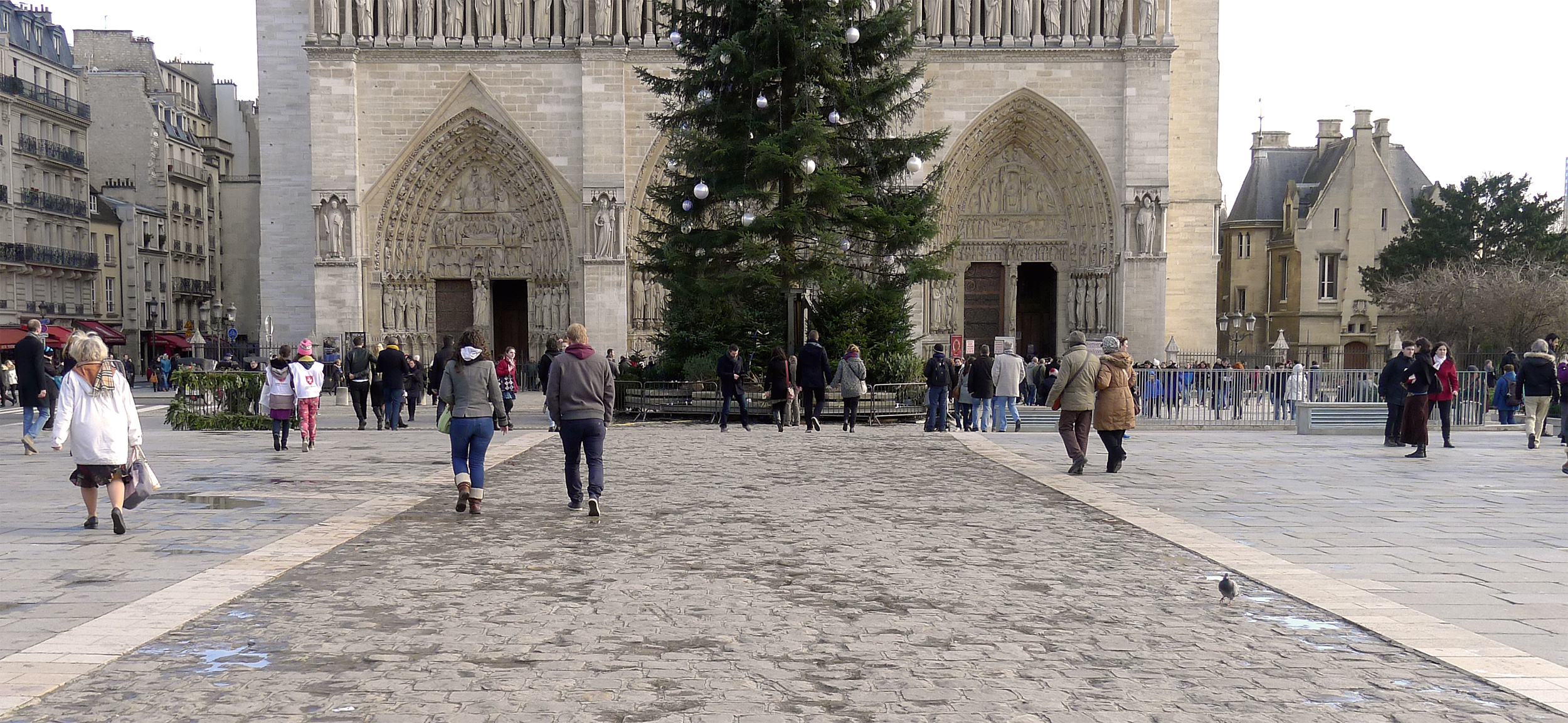
Position de cette ancienne voie par rapport à Notre-Dame.
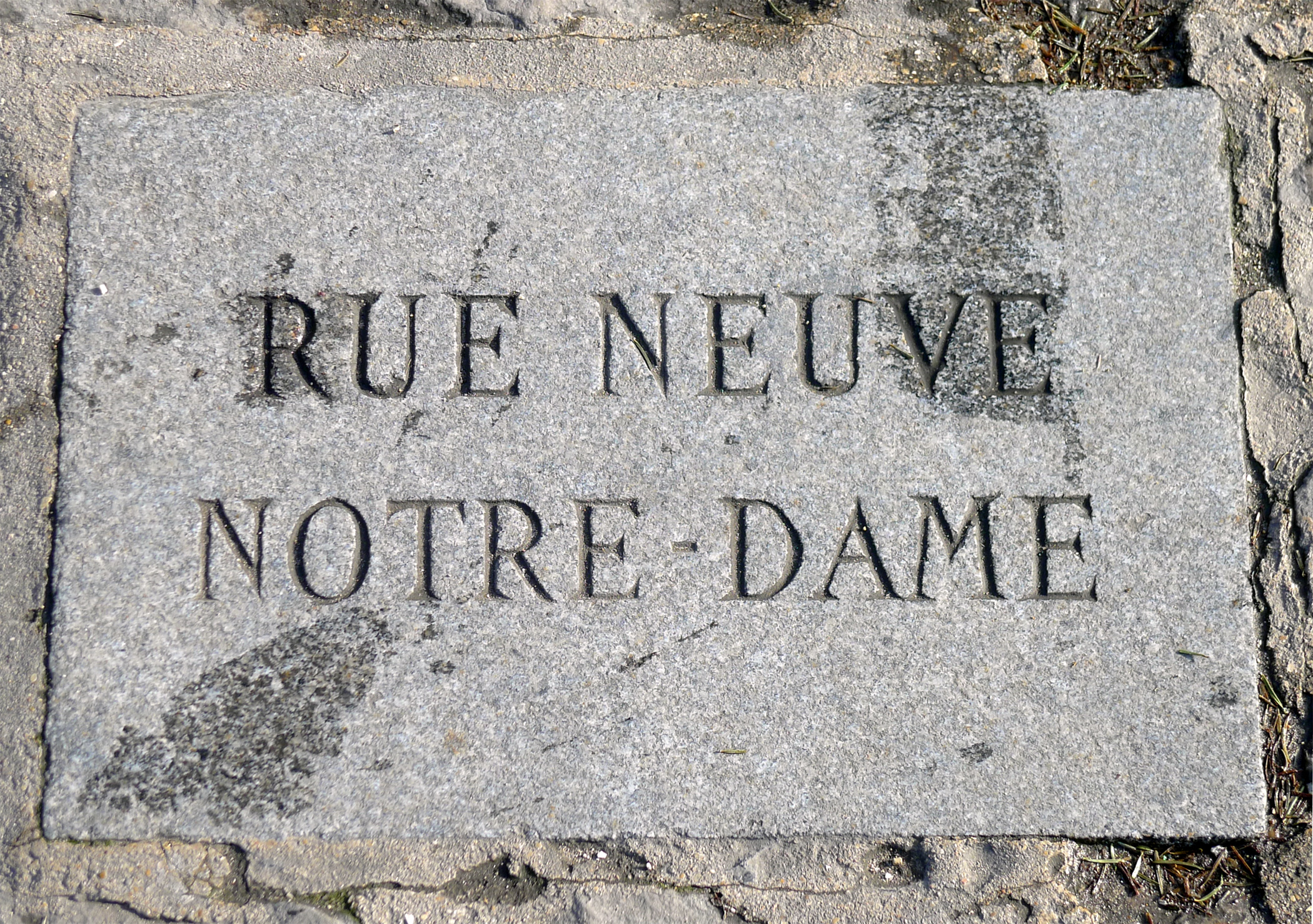
Dalle scellée au sol.

### Activités
La rue Neuve-Notre-Dame a permis le passage des grandes processions religieuses durant son existence.
Dès le XIIIe siècle, de nombreux artisans du livre exercent dans le quartier. Dans cette rue se trouvent surtout des libraires, mais également des relieurs, des enlumineurs et quelques parcheminiers. À partir du XVIe siècle s'y ajoutent également des imprimeurs, parfois libraires et imprimeurs. Parmi ces artisans, on peut noter les libraires-imprimeurs Pierre Sergent et Nicolas Bonfons ou encore le relieur Pierre Roffet. Ces artisans sont essentiellement concentrés dans la partie de la rue qui est rattachée à la paroisse Sainte-Geneviève, alors que l'autre partie, à proximité de Notre-Dame, est notamment occupée par plusieurs marchands de volailles.
Une foire aux jambons — aussi appelée « foire au lard » — très fréquentée se tenait chaque année le Jeudi saint  le long de la rue ainsi que sur le parvis de la cathédrale. Par la suite, cette foire sera déplacée au mardi de la Semaine sainte.

### Postérité, lieux de mémoire
- Le poète Guillot de Paris a cité la rue dans Le Dit des rues de Paris[20],[N 7] :

En la Cité isnelement

Puis en la cité promtement

M'en vins après, privéement :

La rue du Sablon par m'ame,

Puis rue Neuve de Notre-Dame.
- En 1751 le libraire-imprimeur Claude Jean-Baptiste Hérissant (1719-1775), imprimeur du Chapitre de Notre-Dame de Paris y tient son échoppe, reprise par sa veuve[21]
- Le peintre Eduard Gaertner a peint une toile intitulée La rue Neuve-Notre-Dame en 1826, conservée à Potsdam à la  Fondation des châteaux et jardins prussiens de Berlin-Brandebourg.
- L'aquarelliste anglais Thomas Shotter Boys a dessiné la rue dans une lithographie vers 1835, pour son ouvrage Picturesque Architecture in Paris, Ghent, Antwerp, etc., publié en 1839.
- L'illustrateur anglais Thomas Elliott Rosenberg a peint à l'aquarelle une gravure de François-Martin Testard et W. Segard représentant une procession se déplaçant vers la cathédrale Notre-Dame depuis la rue Neuve-Notre-Dame. Ce dessin est reproduit dans l'ouvrage Picturesque Views of Public Edifices in Paris publié en 1814.
- La Société Dassault Systèmes a réalisé une modélisation numérique en 3D de la rue Neuve-Notre-Dame telle qu'elle était en 1350, pour son application Paris 3D Saga[réf. nécessaire].